# ニコラ・グリフィス
ニコラ・グリフィス（Nicola Griffith、1960年9月30日 - ）はイギリスの小説家、SF作家、編集者、エッセイスト。クラリオン・ワークショップの卒業生。

## 略歴
1960年五人姉妹の四人目としてイギリスヨークシャーで生まれた。
1988年オーストラリアにおいてカーチェイスにより末妹ヘレナを喪い、2001年には姉キャロリンを喪う。グリフィスはインタビューにおいて、姉妹を喪った悲しみと怒りが、小説を書く過程において、大きな影響を与えたと語っている。
1993年3月多発性硬化症であるとの診断を受ける。
現在はパートナーである作家ケリー・エスクリッジと共に、アメリカ合衆国シアトルに住む。

## 作品リスト

### 長編
- Ammonite (1993) - 1993年ラムダ文学賞、1994年ジェイムズ・ティプトリー・ジュニア賞受賞
- スロー・リバー (Slow River,1995) - 1996年ラムダ文学賞、1997年ネビュラ賞受賞
- The Blue Place (1998)
- Stay (2002)
- Always (2007)

### アンソロジー
Stephen Pagelと共編。
- Bending the Landscape: Fantasy (1997) - 1998年世界幻想文学大賞、ラムダ文学賞受賞
- Bending the Landscape: Science Fiction (1998) - 1999年ラムダ文学賞受賞
- Bending the Landscape: Horror (2001)